# Manteuffel

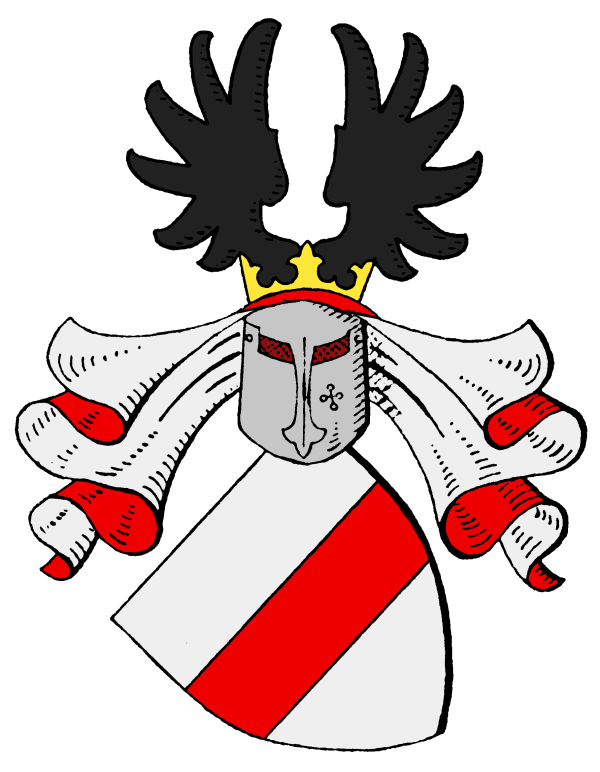
Wappen derer von Manteuffel

Manteuffel ist der Name eines alten pommerschen Adelsgeschlechts, das später auch in Brandenburg, Preußen, Schlesien, Mecklenburg, Polen und im Baltikum zu Besitz und Ansehen gelangte und genealogisch in der Literatur in Uradel und Briefadel untergliedert bleibt.
Die Manteuffel sind nicht stammes- und wappenverwandt mit den baltischen Zoege von Manteuffel.

## Geschichte
Uradelige Familie
Mit Johannes Mandiuel aduocatus de Thanglim (Vogt von Anklam) wird das Geschlecht im Jahre 1256 erstmals urkundlich erwähnt. Mit Henricus Manduvel erneut in einer Urkunde am 14. November 1287. Die Familie gehörte zum höheren Adel der so genannten Schlossgesessenen, deren Abstammung bzw. Verwandtschaft mit dem westfälischen Adelsgeschlecht von Quernheim, die den gleichen Wappenschild führen, wahrscheinlich ist. In Einzelfällen, wie beim General Arthur von Manteuffel-Redel, war ad personam der Führung des Freiherrentitels gestattet worden.
Briefadelige Familienglieder
Der kursächsische Minister Ernst Christoph von Manteuffel aus dem Haus Kerstin, königlich-polnischer und kurfürstlich-sächsischer Kammerherr, Oberst und Gesandter in Kopenhagen, Inhaber des polnischen Indigenats unter dem Beinamen Kielpinski, wurde am 10. März 1709 in den Freiherren- und 1719 in den Grafenstand erhoben. Er starb 1749 ohne männliche Nachkommen. Dessen Erbe trat u. a. sein Paten- und Adoptivsohn Christoph Friedrich von Mihledorff (1727–1803) (aus der Familie von Möllendorff mit „Spitzenwappen“) an, der von Kurfürst Friedrich August von Sachsen (als Reichsvikar) 1742 in den Freiherrenstand unter dem Namen Mihledorff Freiherr von Manteuffel erhoben wurde. Von ihm stammten die Freiherren von Manteuffel ab, deren Angehörige an der preußischen und deutschen Geschichte großen Anteil hatten, wie zum Beispiel sein Sohn Hans Carl Erdmann von Manteuffel.
Otto Theodor von Manteuffel war unter dem preußischen König Friedrich Wilhelm IV. seit 1848 Minister und von 1850 bis 1858 Ministerpräsident und sein Vetter Edwin von Manteuffel, preußischer Generalfeldmarschall, Staatsmann und ab 1879 Kaiserlicher Statthalter von Elsaß und Lothringen.
Grafen Manteuffel
Gottlieb Joseph von Manteuffel aus dem Hause Broitz, kurfürstlich pfalzbayerischer Kämmerer, Oberstleutnant und Gutsherr auf Brandstetten, wurde am 25. August 1790 von Kurfürst Karl Theodor von Bayern als Reichsvikar in den Reichsgrafenstand erhoben. Er wurde 1810 in die bayerische Adelsmatrikel eingetragen. Mit seinem Sohn Maximilian endete allerdings diese gräfliche Linie bereits im Jahre 1815.
Weitere Adoptionen
1870 erhielt der durch Lina von Manteuffel-Polzin adoptierte Friedrich Roediger von Manteuffel den preußischen Adelsstand und wurde im Gotha im Teil des Briefadels geführt. Er war der Stiefsohn ihres Bruders.
Familiensage
Das Geschlecht derer von Manteuffel blühte vor Zeiten besonders in Pommern. Sie waren sehr angesehen und mächtig und führten wohl anfangs auch einen anderen Namen. Weil sie aber so boshaft, grausam und räuberisch gewesen sein sollen, hat man auf Pommerisch von ihnen gesagt: id sind man Düwel, was so viel heißen soll wie: „Das sind ja nur Teufel und keine Menschen.“ Davon soll es abstammen, dass man sie Manteuffel nannte. Später haben sie den Namen selbst angenommen und auf ihr ganzes Geschlecht verbreitet.

## Wappen
Das Stammwappen zeigt in Silber einen roten Balken. Auf dem Helm mit rot-silbernen Decken ist ein offener schwarzer Flug.

## Bekannte Familienmitglieder

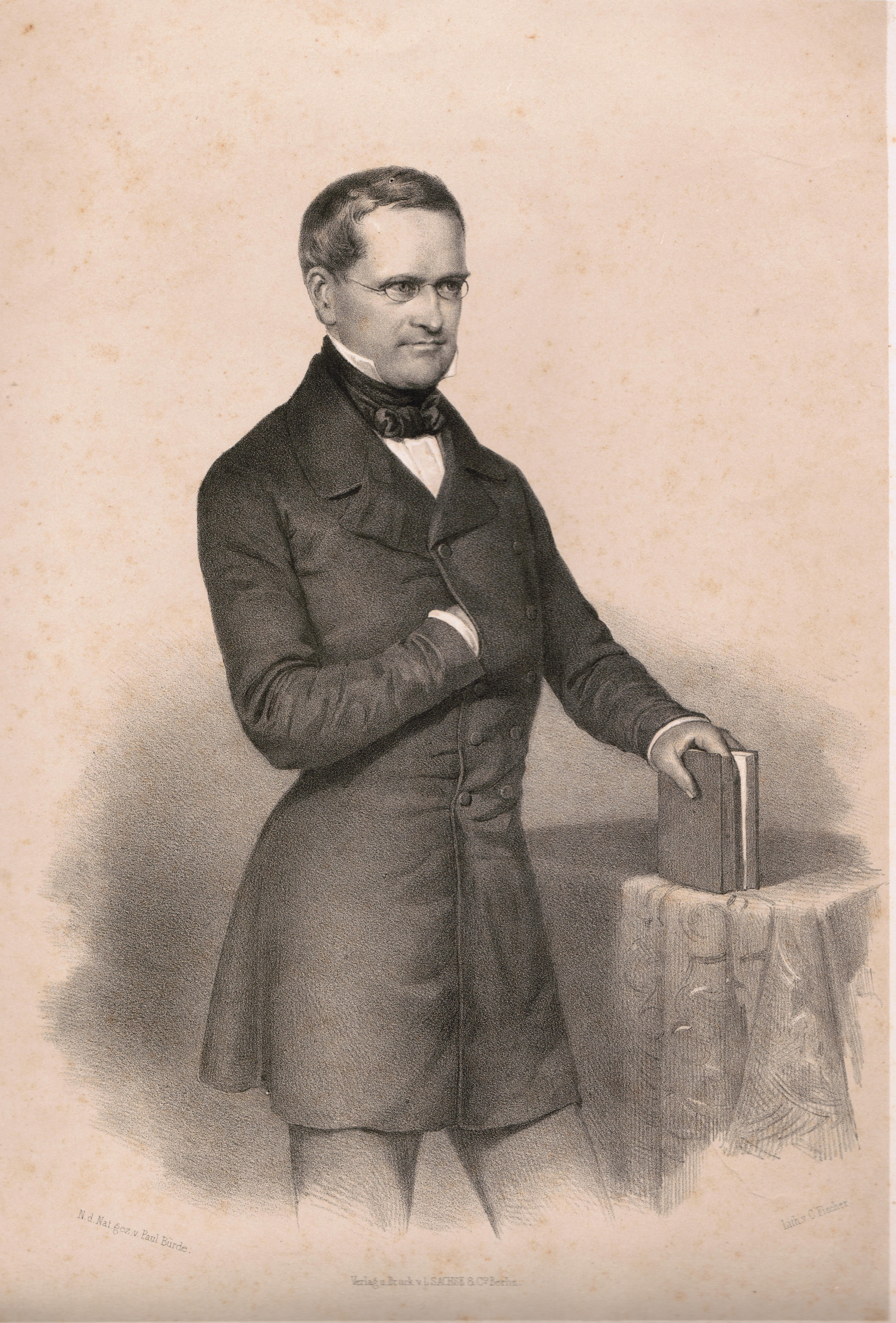
Otto Theodor von Manteuffel (1805–1882), preußischer Ministerpräsident

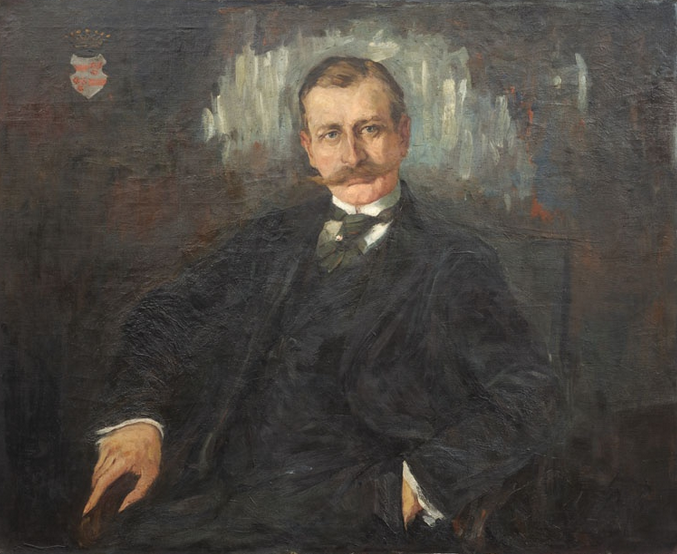
Kurt Freiherr von Manteuffel (Landrat)

- Henning Manteuffel († nach 1395), Anführer der Vitalienbrüder
- Eckhard von Manteuffel (1442–1515), herzoglicher Rat der Herzöge von Pommern-Wolgast
- Erasmus von Manteuffel-Arnhausen (um 1475–1544), letzter vorreformatorischer Bischof von Cammin in Pommern
- Michael von Manteuffel (1572–1625), kurländischer Kanzler und herzoglicher Rat
- Jakob von Manteuffel (1607–1661), brandenburger Obrist
- Christoph von Manteuffel (1622–1688), württembergischer Oberhofmarschall und Obervogt zu Marbach am Neckar
- Scholastica von Manteuffel (1630–1692), Äbtissin zu St. Ruppertsberg und Eibingen
- Matthias von Manteuffel Kiełpiński (* um 1640), pommersch-polnischer Adliger und Erbherr auf Kölpin
- Franz Josef von Manteuffel (1663–1727), Truchsess und kurbayerischer Kämmerer
- Ernst Christoph von Manteuffel (1676–1749), kursächsischer Gesandter und Kabinettsminister
- Heinrich von Manteuffel (1696–1778), königlich preußischer Generalleutnant
- Franz Christoph von Manteuffel (1701–1759), preußischer Oberst und Regimentschef des Garnisonregiment (Nr. 11)
- Paul Anton von Manteuffel (1707–1773), preußischer Oberst und Kommandeur eines Grenadierbataillons
- Christoph Friedrich von Mihlendorff Freiherr von Manteuffel (1727–1803), kursächsischer Major der Infanterie
- Matthias Joachim Ernst Manteuffel-Kiełpiński, (1728; † nach 1787), Generalmajor
- Gottlieb Joseph von Manteuffel (1736–1822), kurfürstlich pfalzbayerischer Kämmerer
- Georg August Ernst von Manteuffel (1765–1842), Direktor des Ersten Departements im kgl. sächs. Geheimen Finanzkollegium ab 1812, Günstling Camillo Marcolinis, Nachfolger des Julius Wilhelm von Oppel
- Hans Carl Erdmann von Manteuffel (1773–1844), preußischer Oberlandesgerichtspräsident
- Hans Ernst von Manteuffel (1799–1872), deutscher Forstmann
- Otto Theodor von Manteuffel (1805–1882), preußischer Ministerpräsident
- Karl Otto von Manteuffel (1806–1879), preußischer Landwirtschaftsminister, Bruder von Otto Theodor von Manteuffel
- Edwin von Manteuffel (1809–1885), Generalfeldmarschall, Statthalter von Elsaß-Lothringen
- Arthur von Manteuffel (1815–1893), preußischer Rittergutsbesitzer und Politiker, MdH
- Rudolf von Manteuffel (1817–1903), königlich preußischer Generalleutnant
- Heinrich von Manteuffel (1833–1900), Landrat und Mitglied des Deutschen Reichstags
- Otto von Manteuffel (1844–1913), Mitglied des Reichstags (1877–1898), Sohn des Otto Theodor von Manteuffel
- Else von Manteuffel (1848–1921), Schriftstellerin, Tochter des Politikers Arthur von Manteuffel
- Arthur von Manteuffel (1850–1918), preußischer Generalleutnant
- Kurt von Manteuffel (General) (1853–1922), preußischer General der Infanterie
- Friedrich Wilhelm Richard Rödiger von Manteuffel (1854–1922), Oberst und Kommandeur eines Feldartillerie-Regiments
- Kurt von Manteuffel (1866–1926), Politiker, Landrat des Kreises Luckau[5]
- Joachim von Manteuffel (1877–1948), Landrat und Ministerialbeamter
- Günther von Manteuffel (1891–1962), Generalmajor, Kommandeur der 16. Panzergrenadier-Division
- Eitel-Friedrich Roediger von Manteuffel (1895–1984), Generalmajor, Kommodore des Jagdgeschwaders 77
- Hasso von Manteuffel (1897–1978), General, Politiker (FVP, DP) und MdB (FDP)

## Historische Besitztümer der Familie (Auswahl)

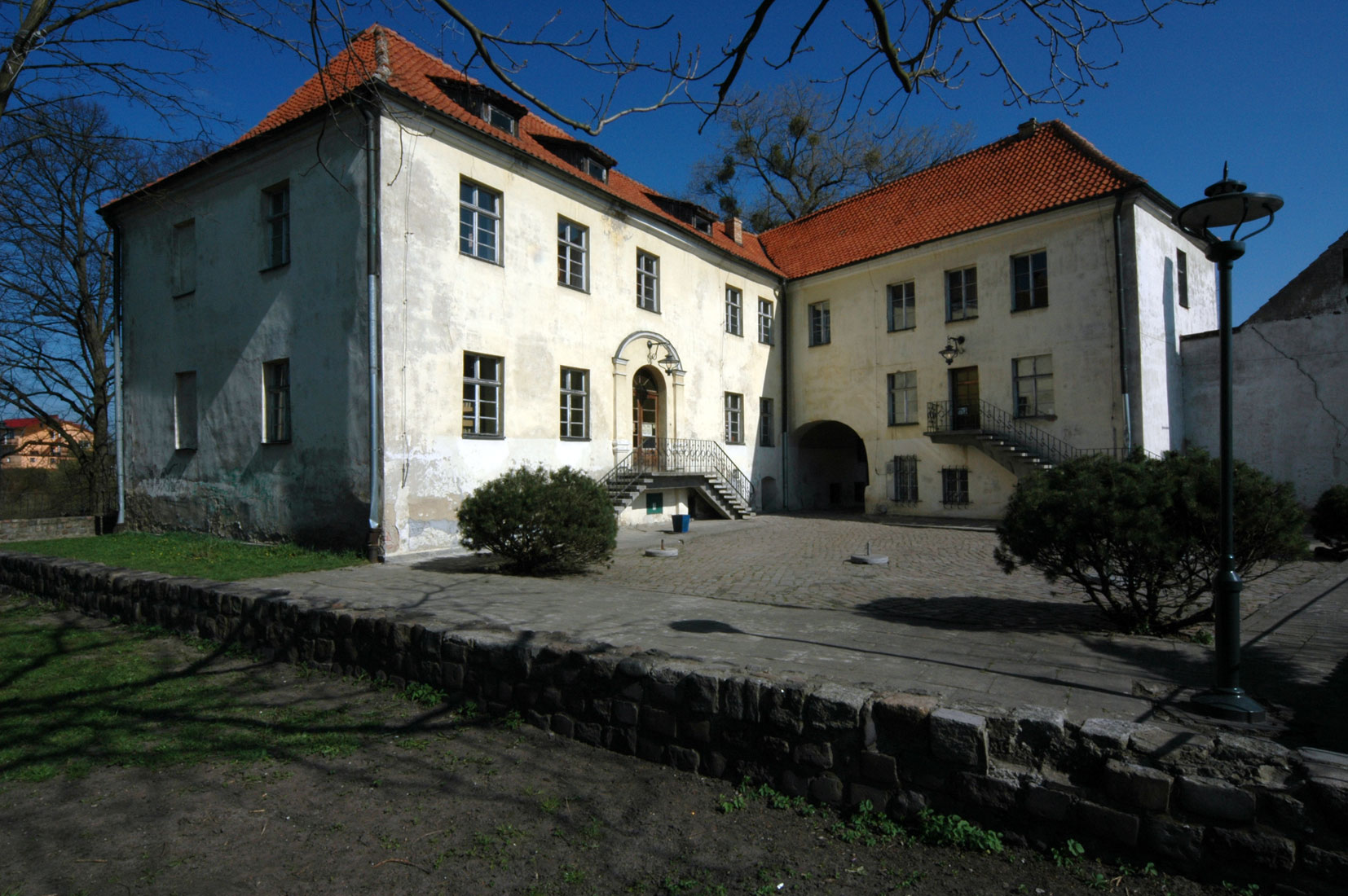
Schloss Polzin, Połczyn-Zdrój (deutsch: Polzin), 1862
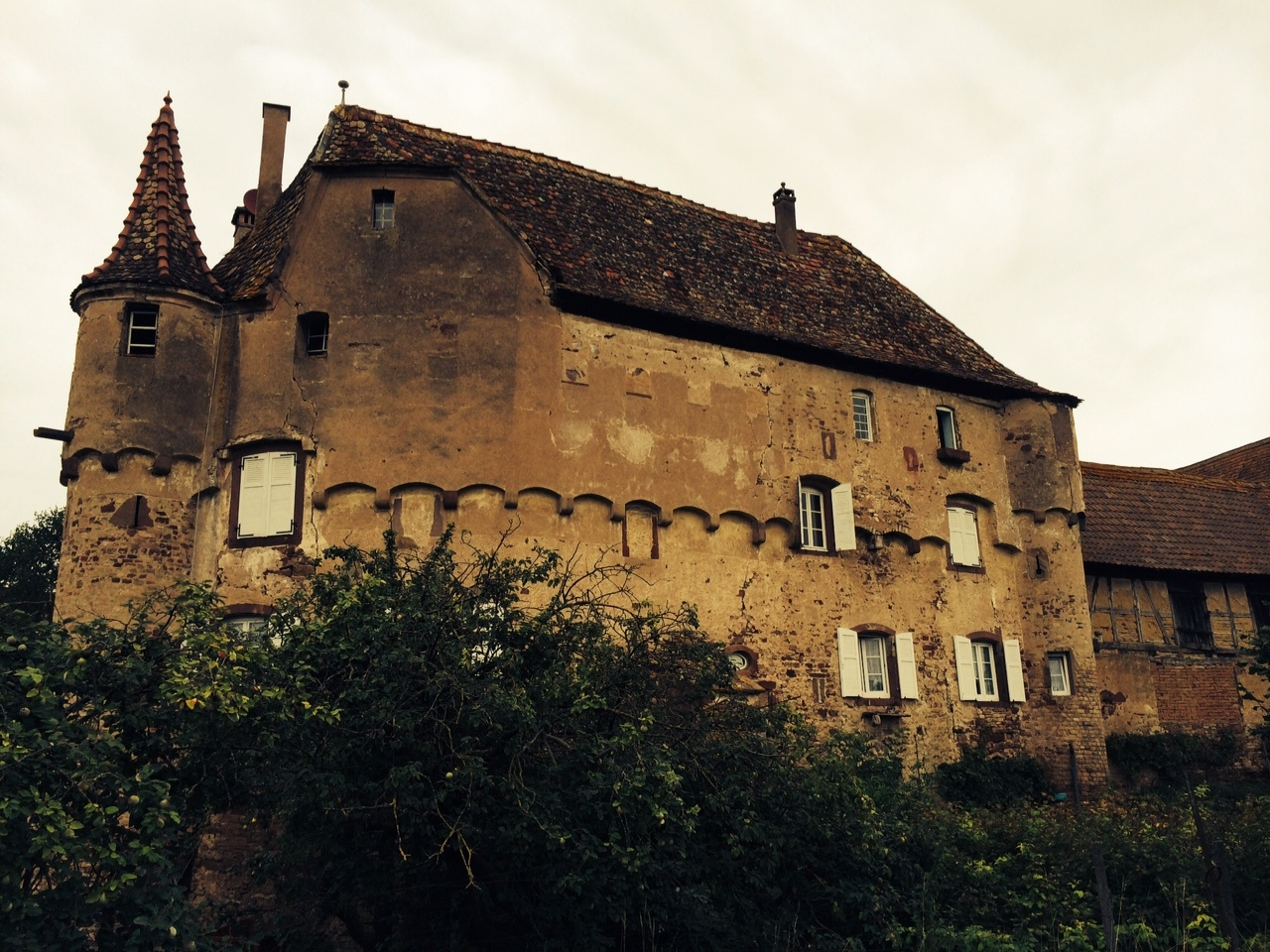
Schloss Breuschwickersheim, Elsaß, 1689
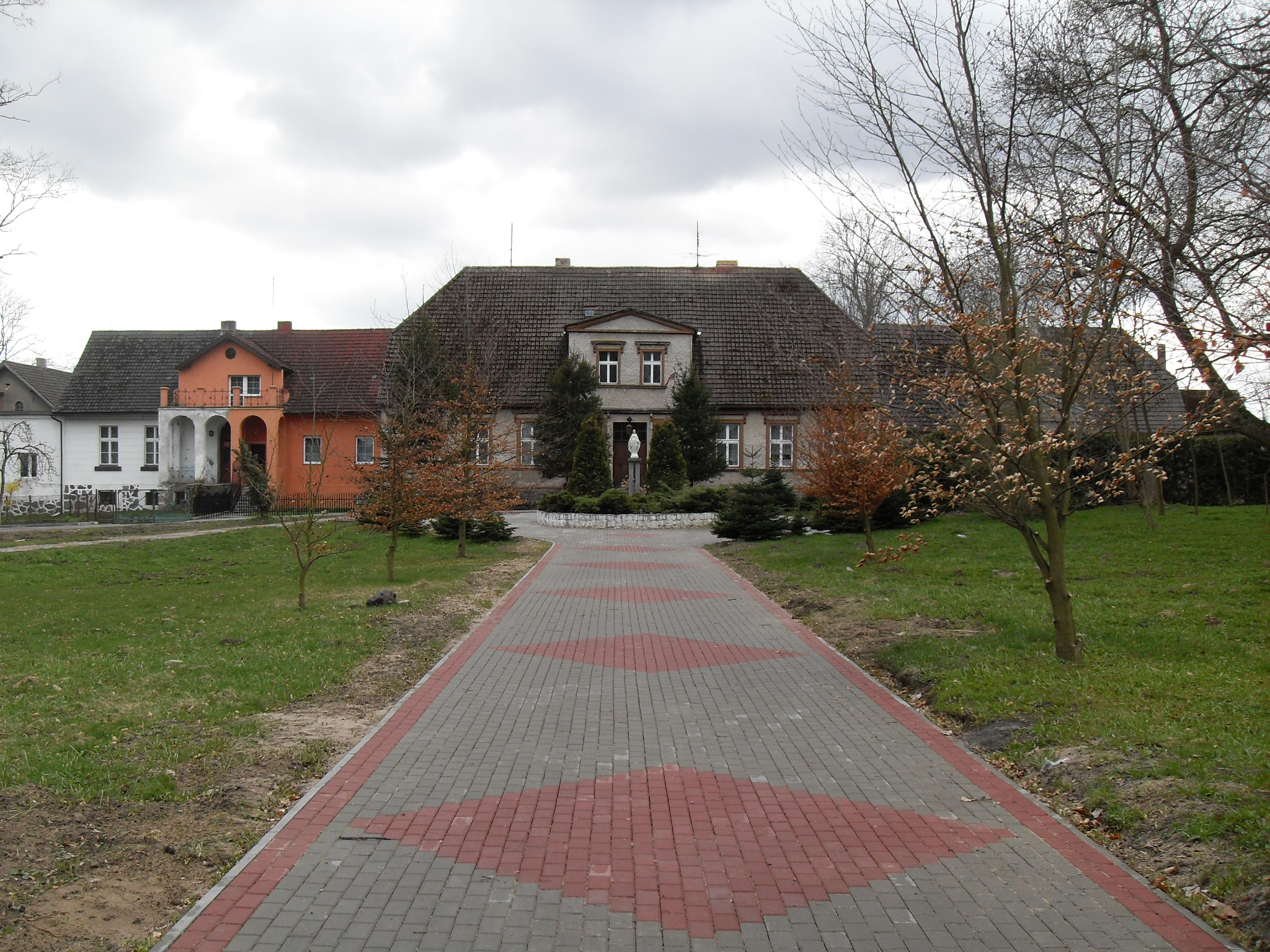
Ehem. Rittergut Brojce (deutsch: Broitz), 1734
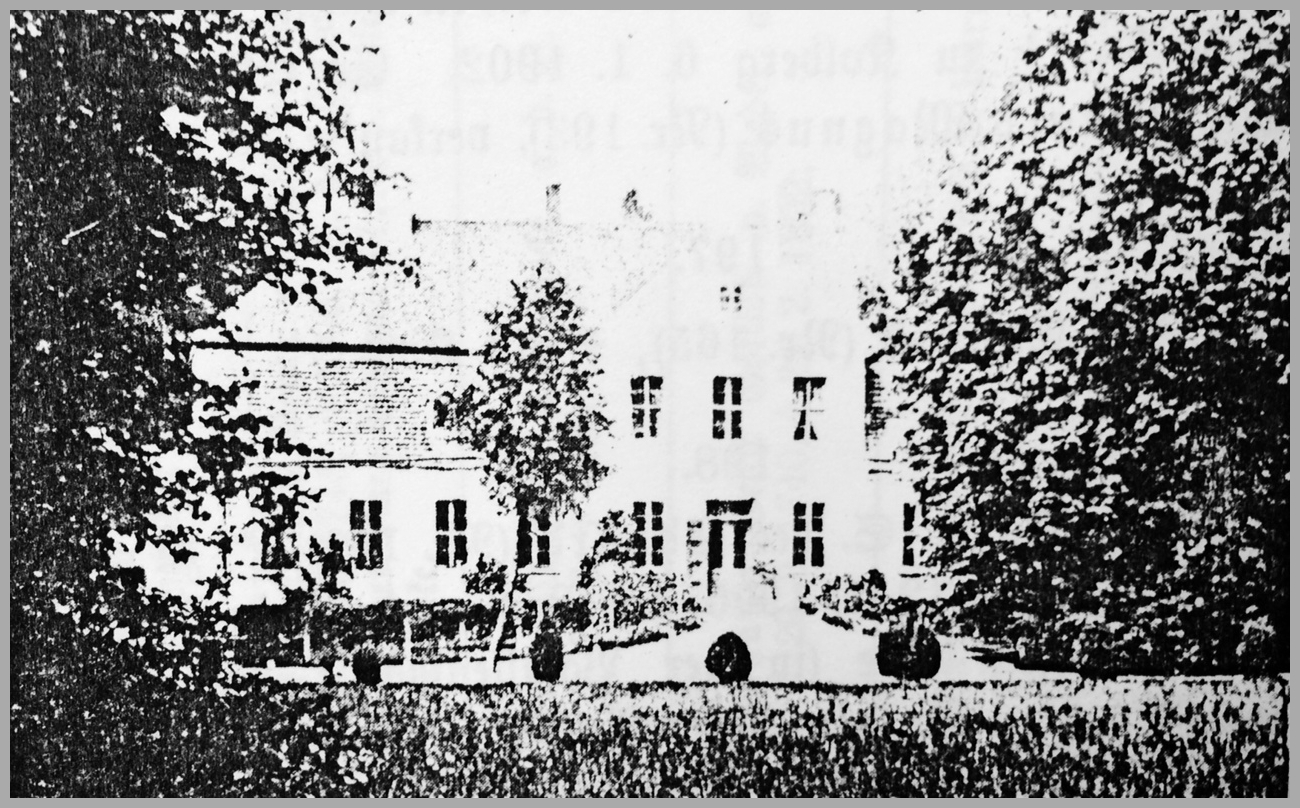
Ehem. Rittergut Brusno (deutsch: Brutzen), 1906
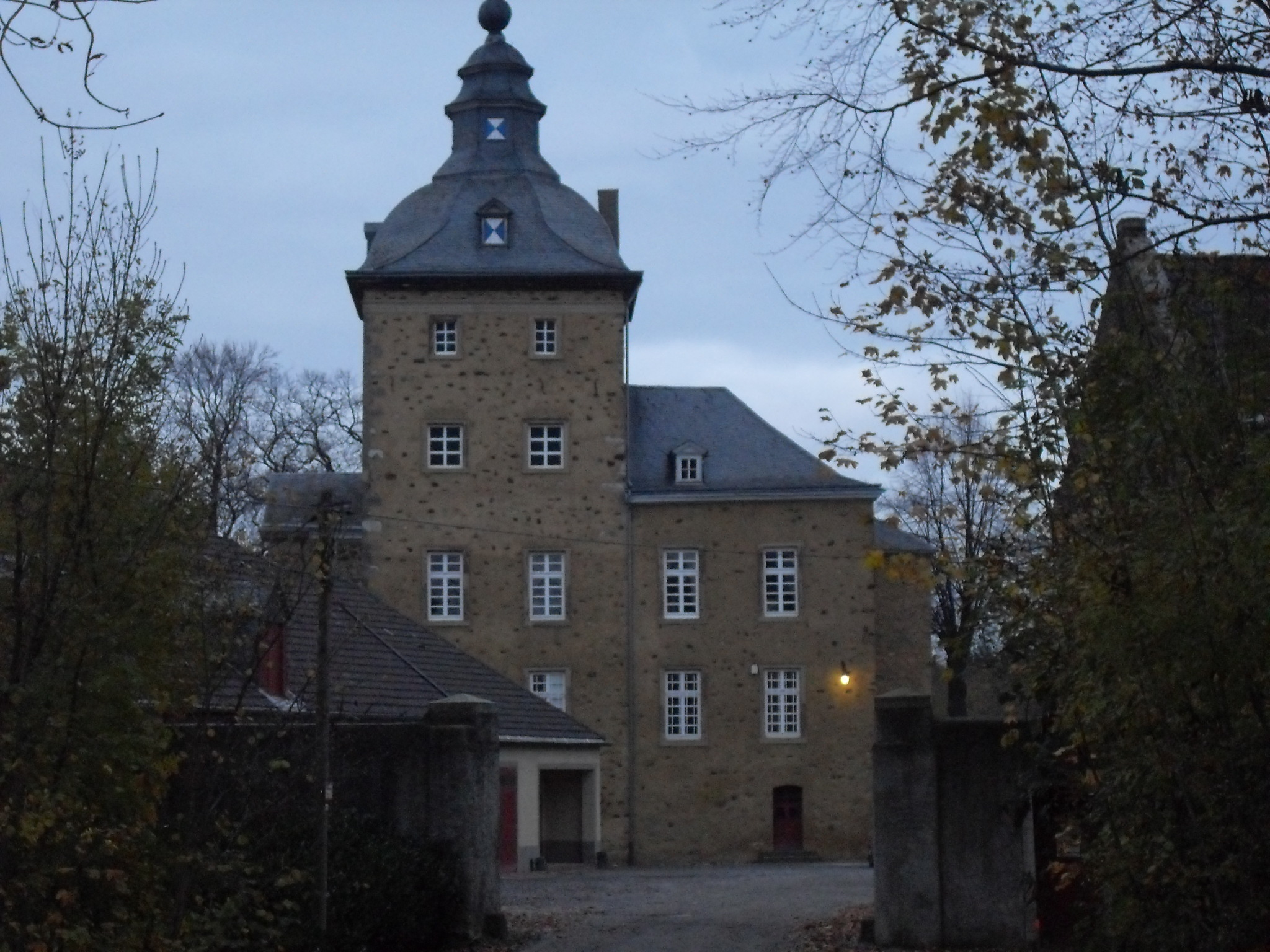
Burg Ringsheim Euskirchen-Flamersheim, 1791
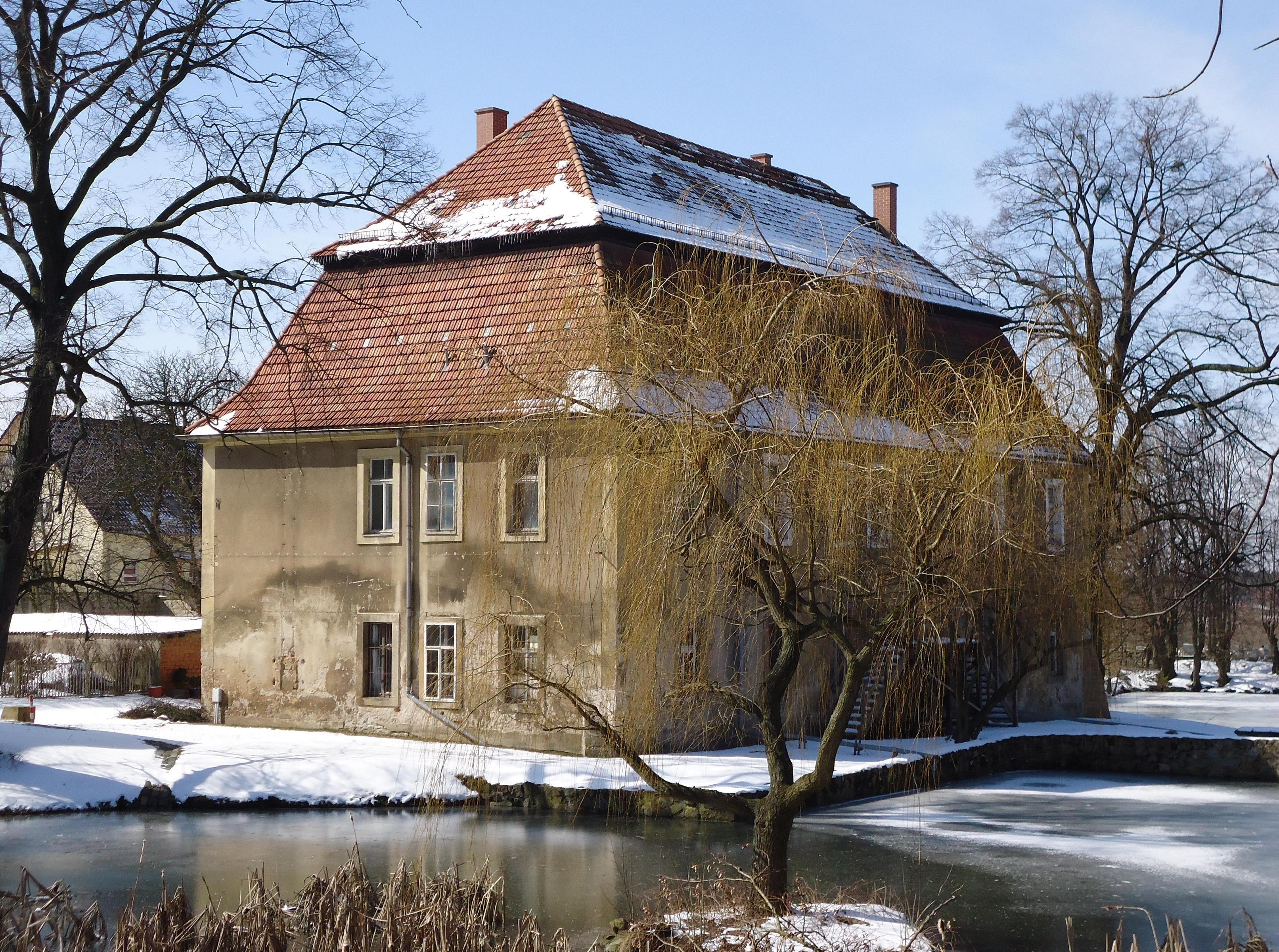
Ehem. Rittergut Dresden-Gönnsdorf, 1756
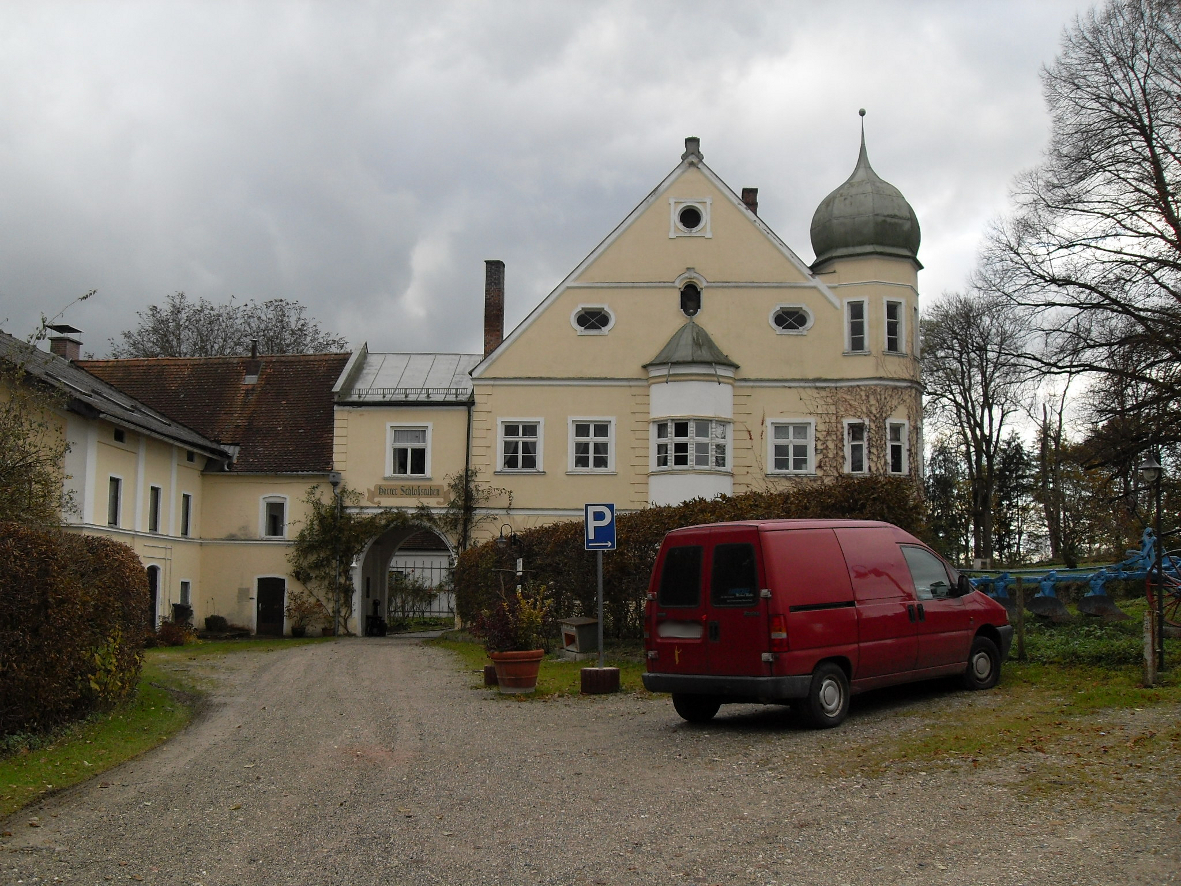
Schloss Hart, Edling, 1783
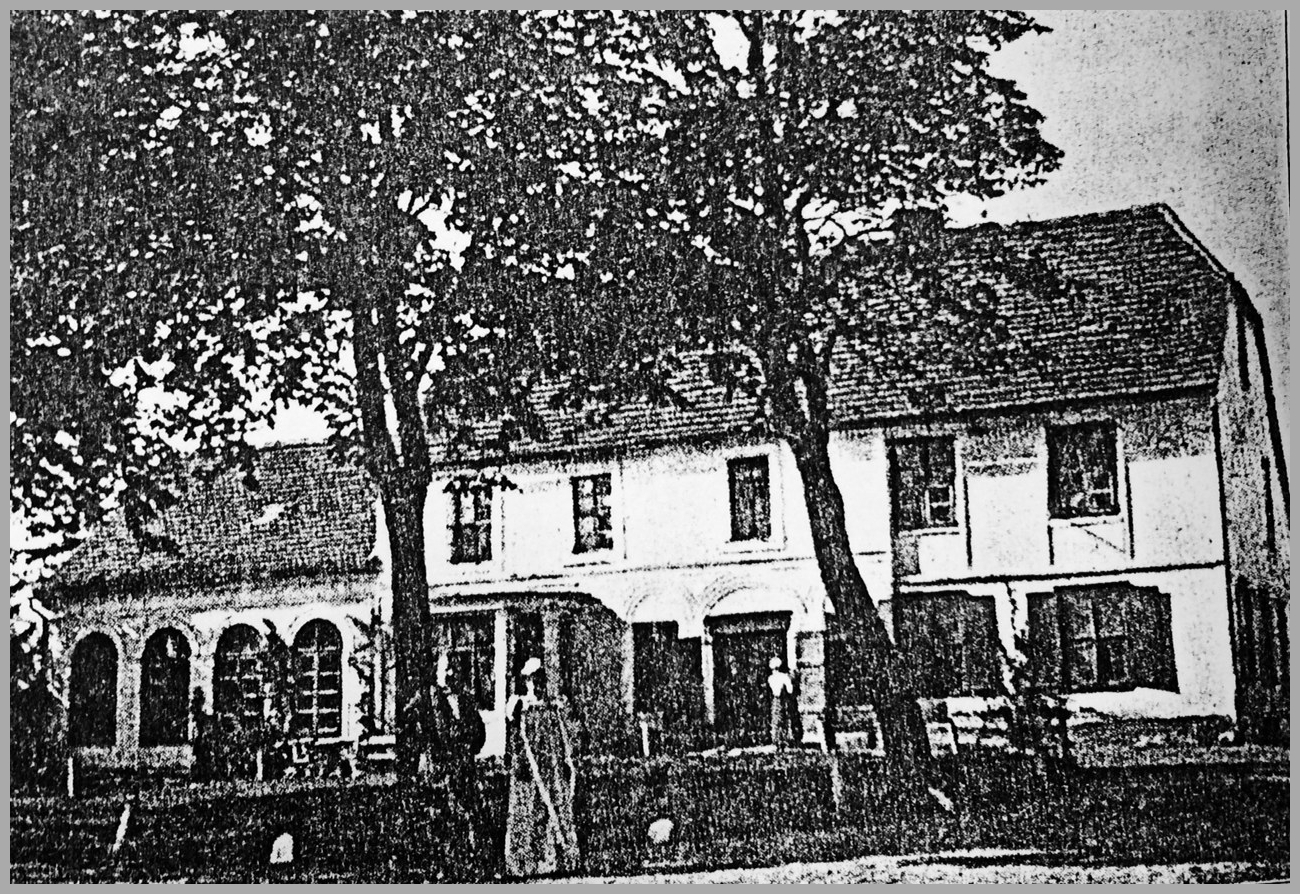
Ehem. Rittergut Wardyń Górny (deutsch: Hohenwardin), 1913
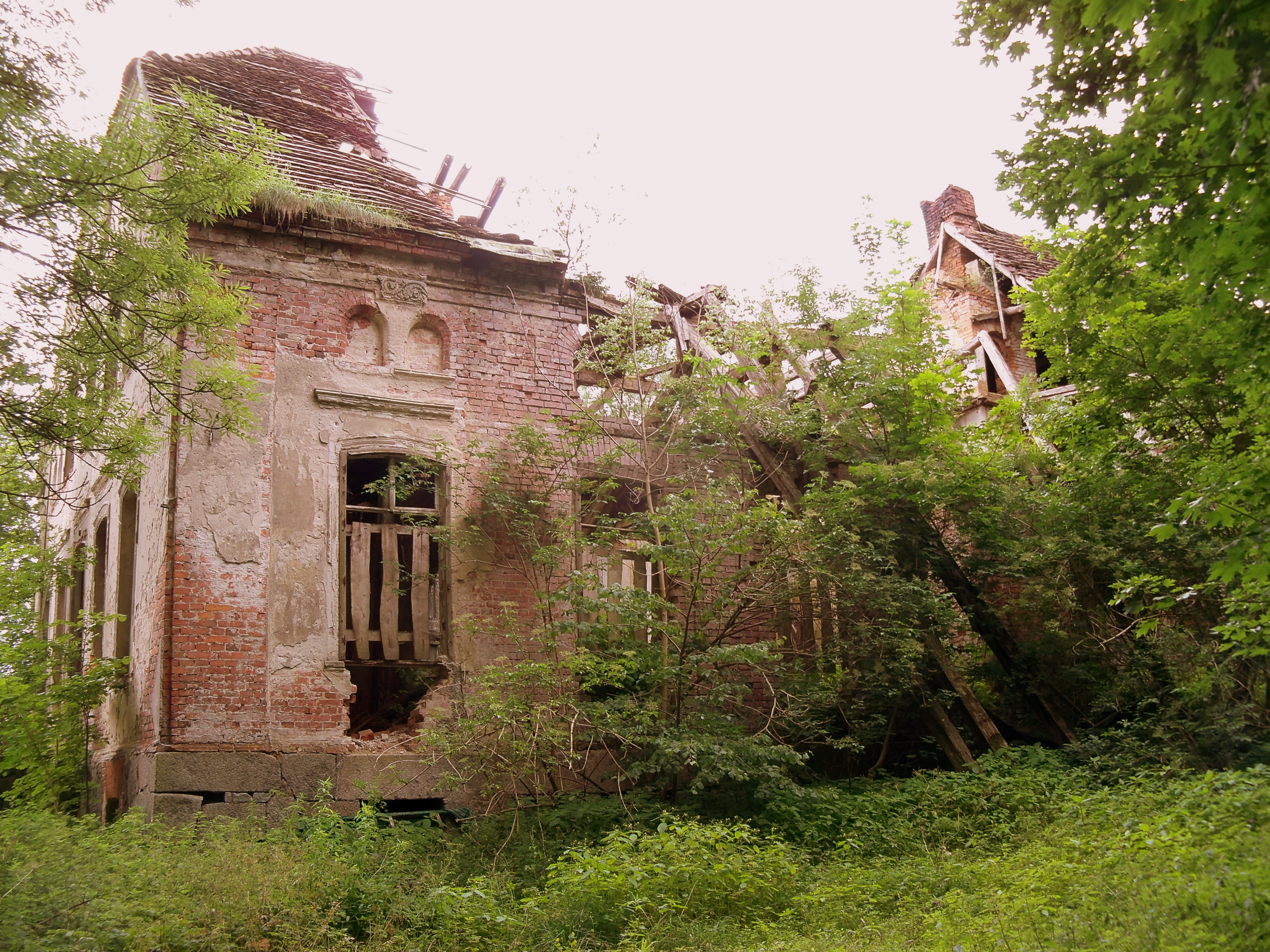
Ruine ehem. Rittergut Ogartowo (deutsch: Jagertow), 1769
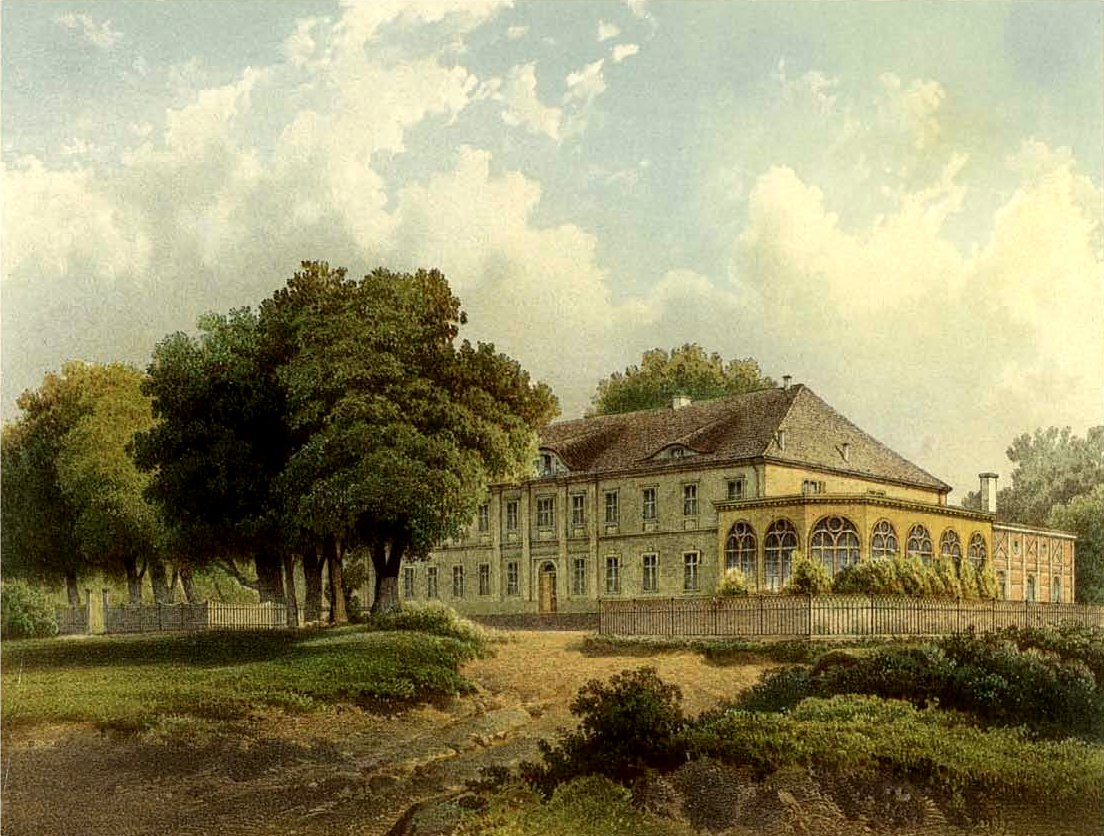
Ehem. Rittergut Karścino (deutsch: Kerstin), 1749
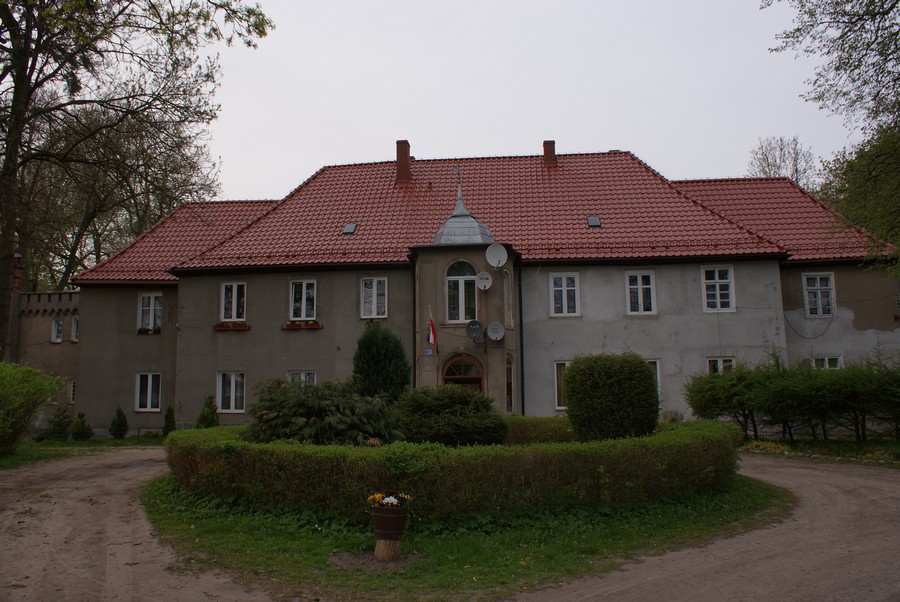
Ehem. Rittergut Kołacz (deutsch: Kollatz), 1945
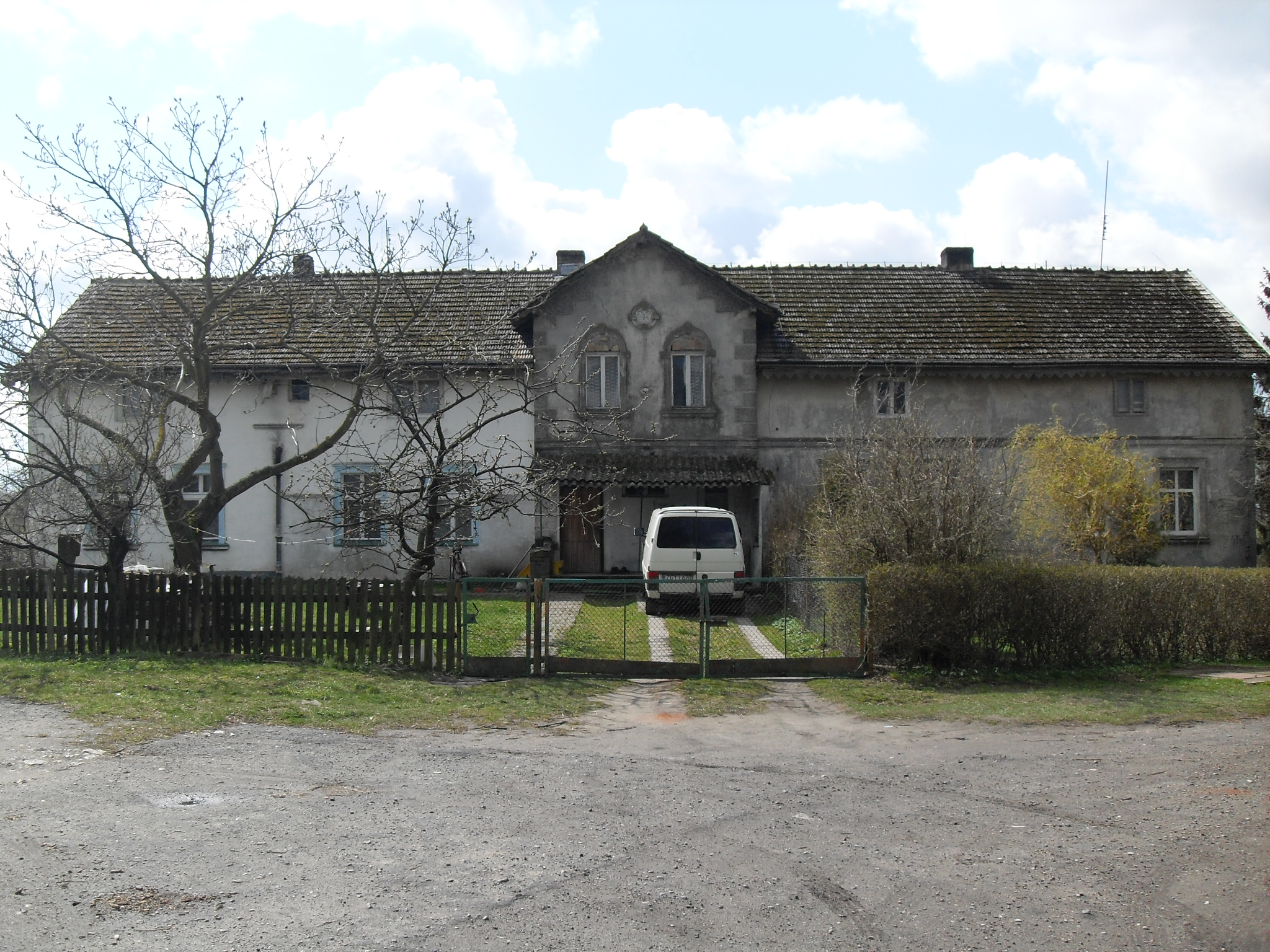
Ehem. Gut Korvin (deutsch: Katharinenhof), 1892
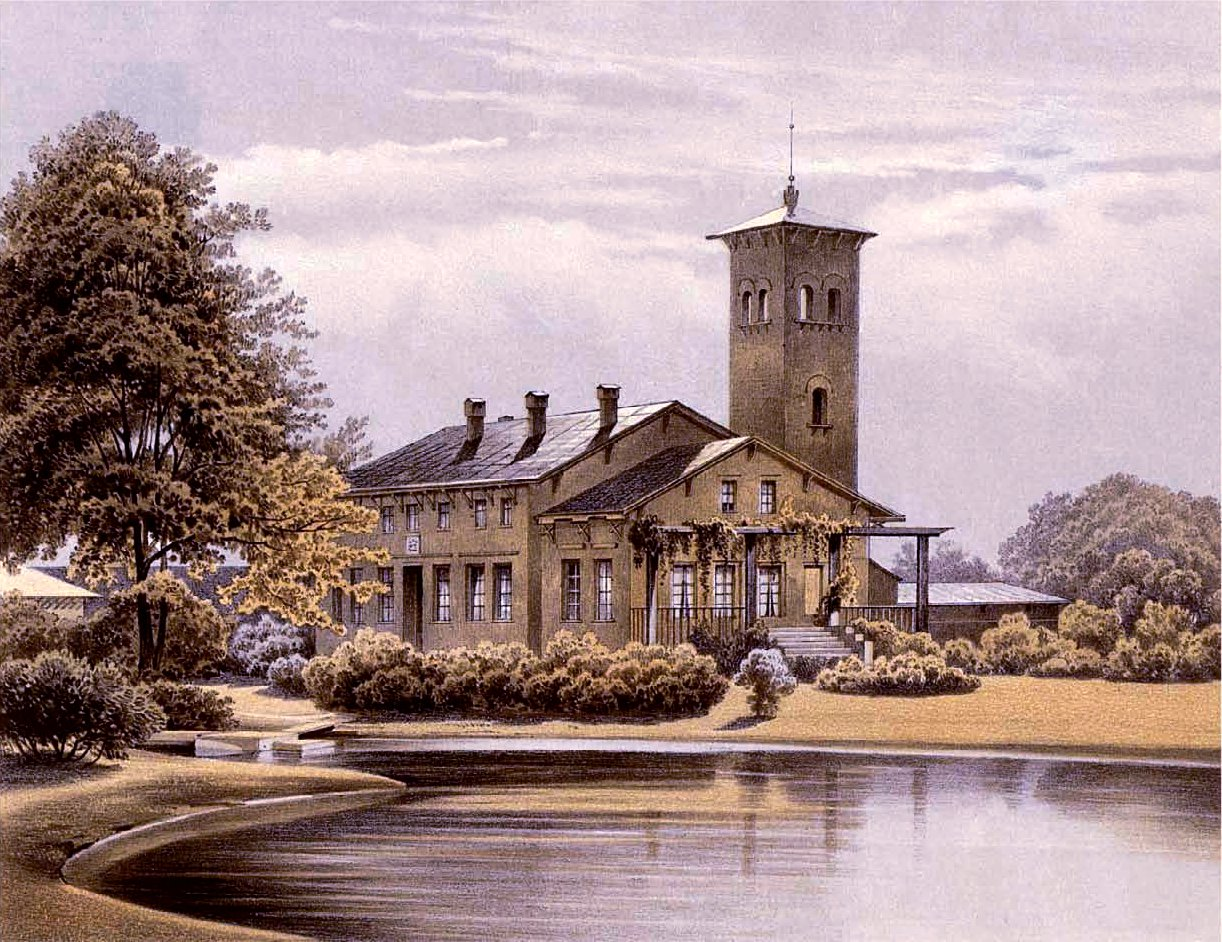
Ehem. Rittergut Krossen, 1900
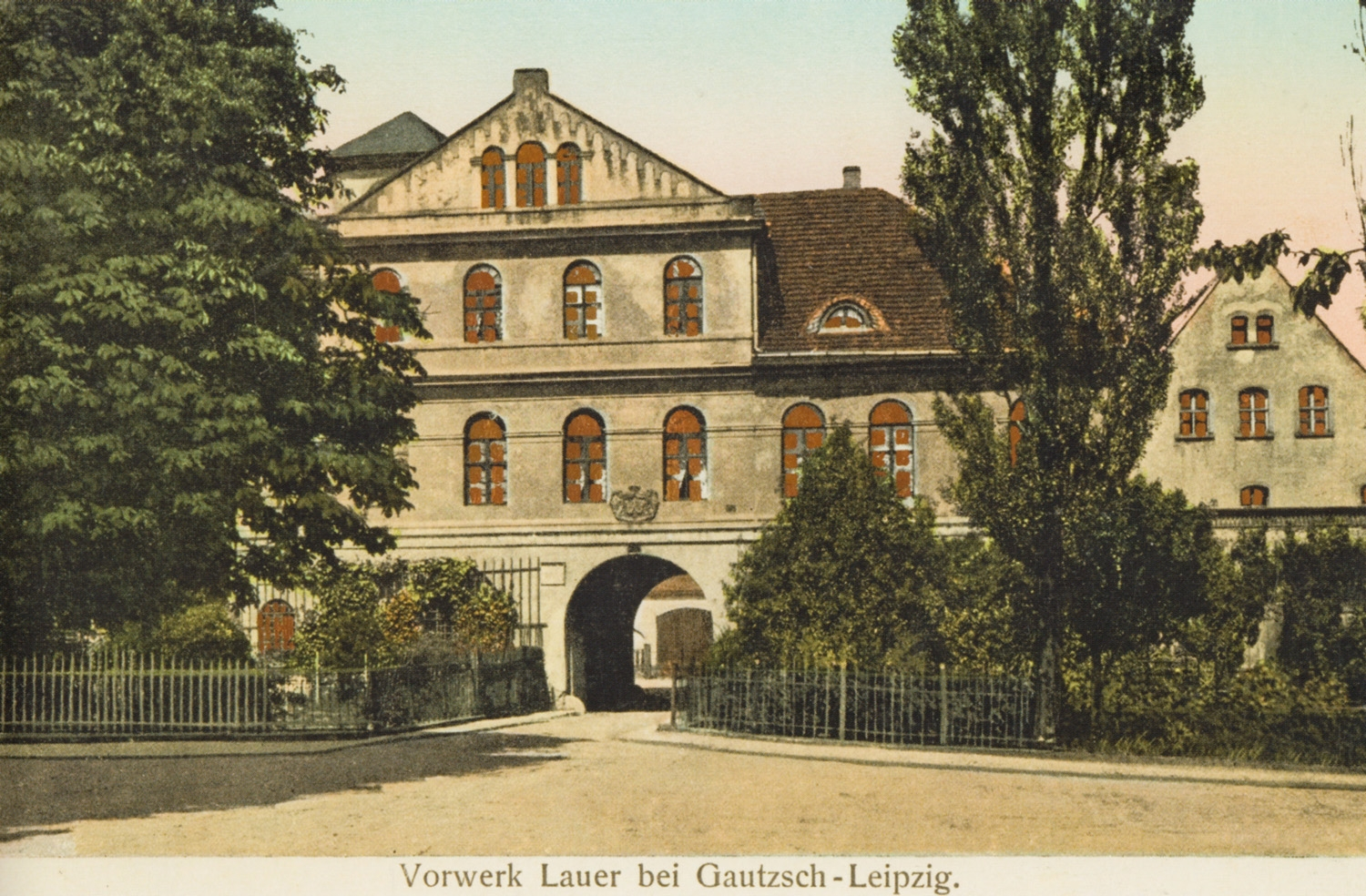
Ehem. Rittergut Lauer, 1749
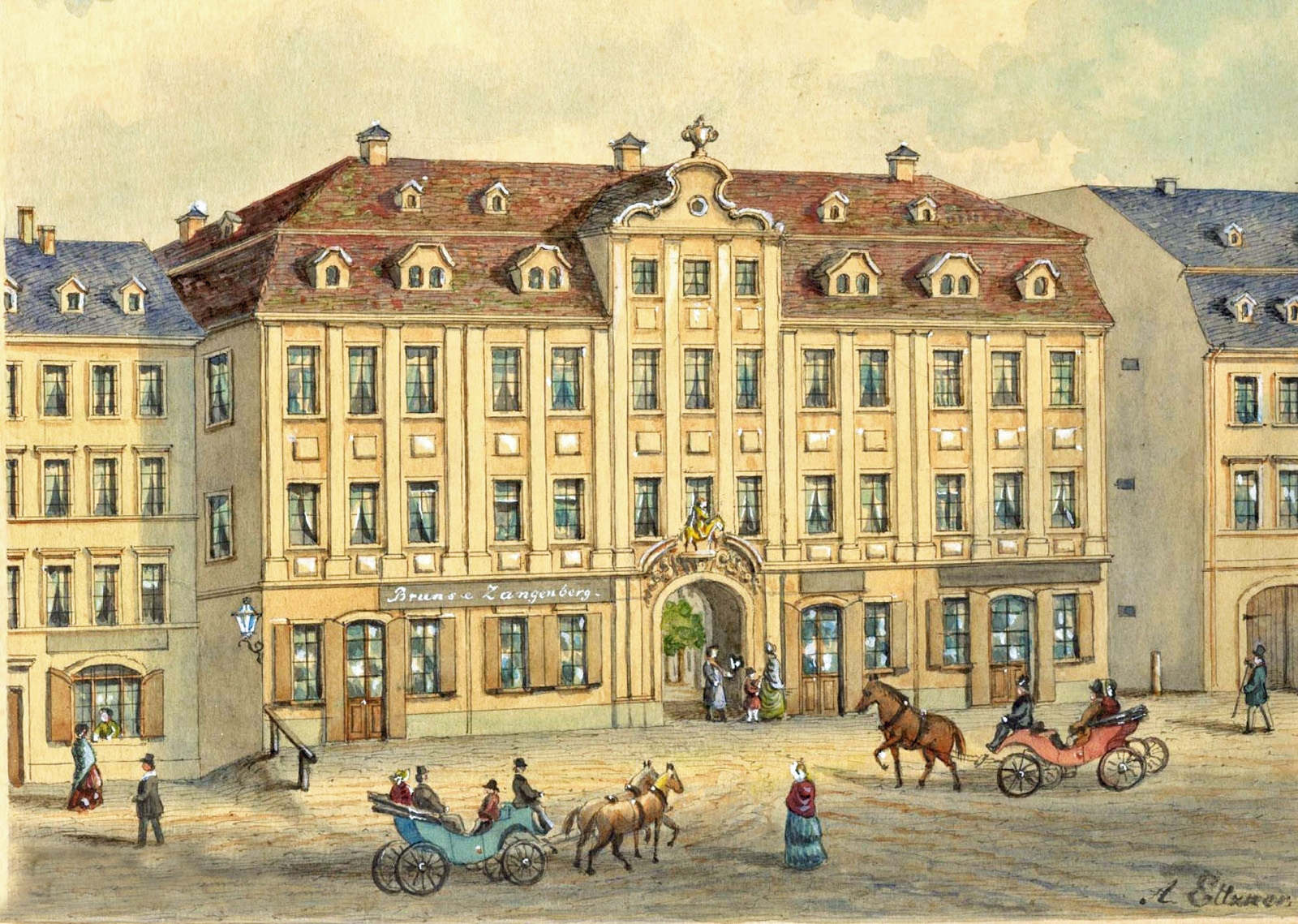
Ehem. Stadtpalais „Zum Kurprinz“ Leipzig, 1749
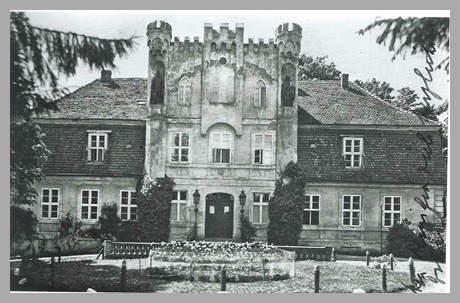
Ehem. Rittergut Rymań (deutsch: Roman), 1743
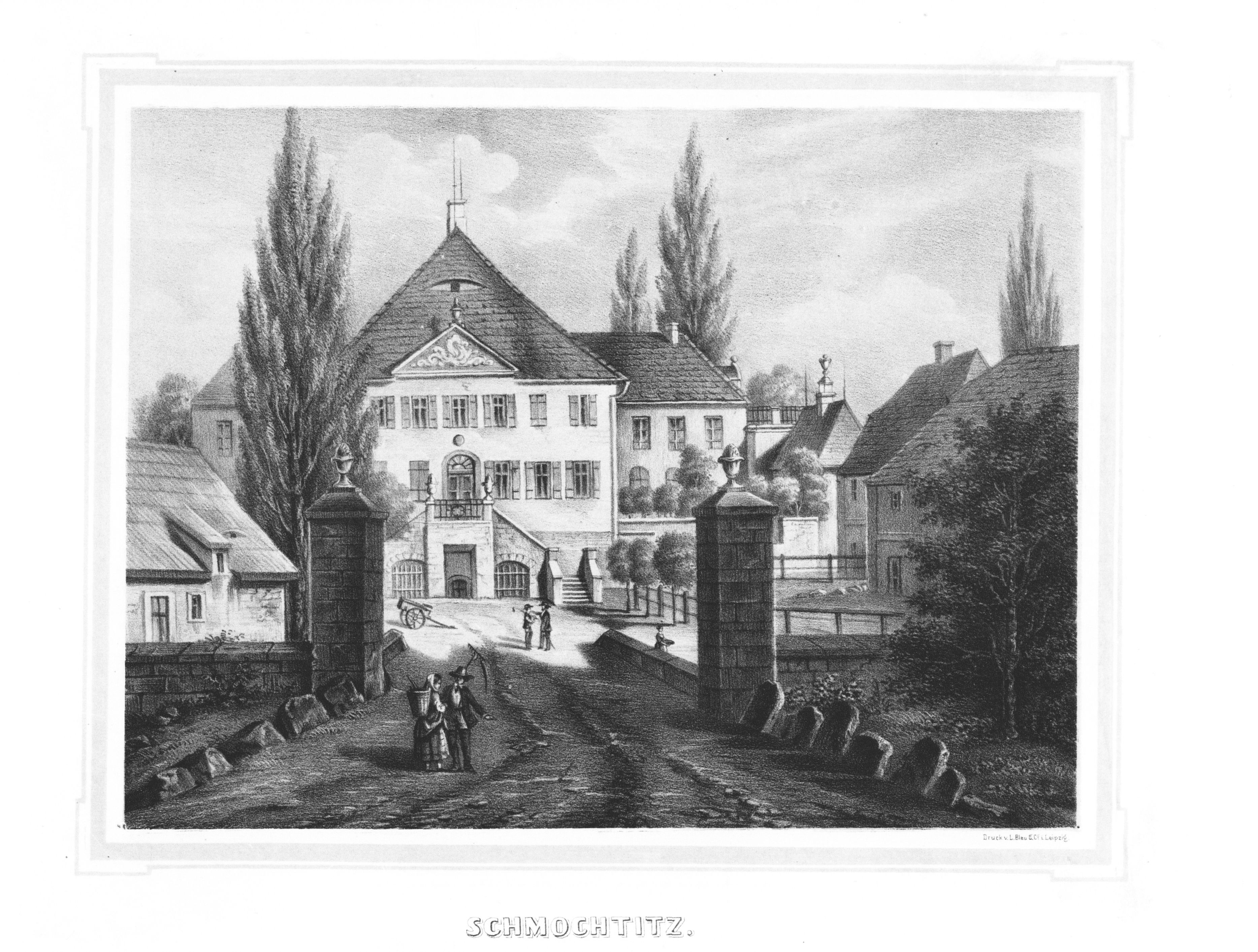
Ehem. Rittergut Schmochtitz, 1763
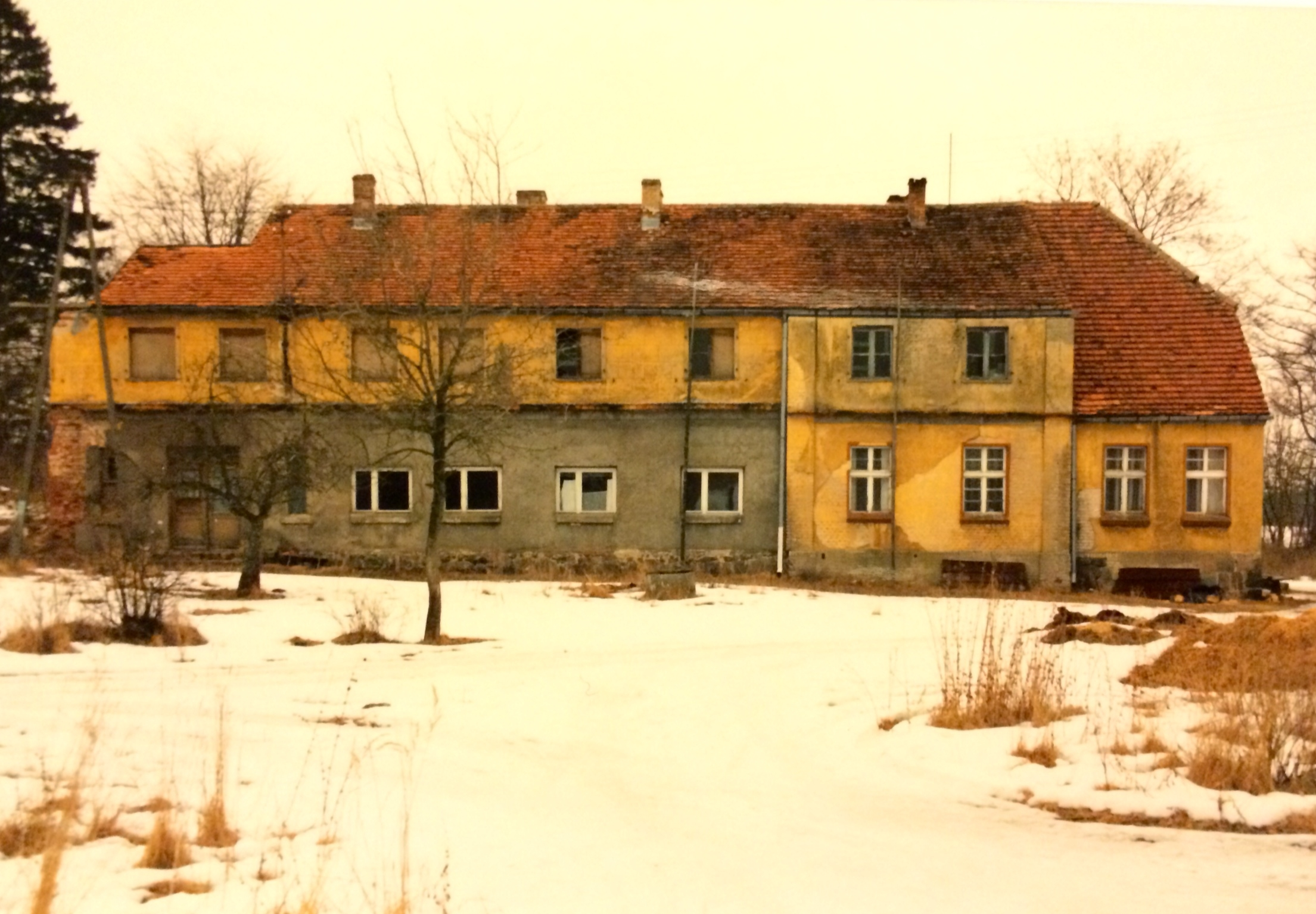
Ehem. Rittergut Smokęcino (deutsch: Schmuckenthin), 1852
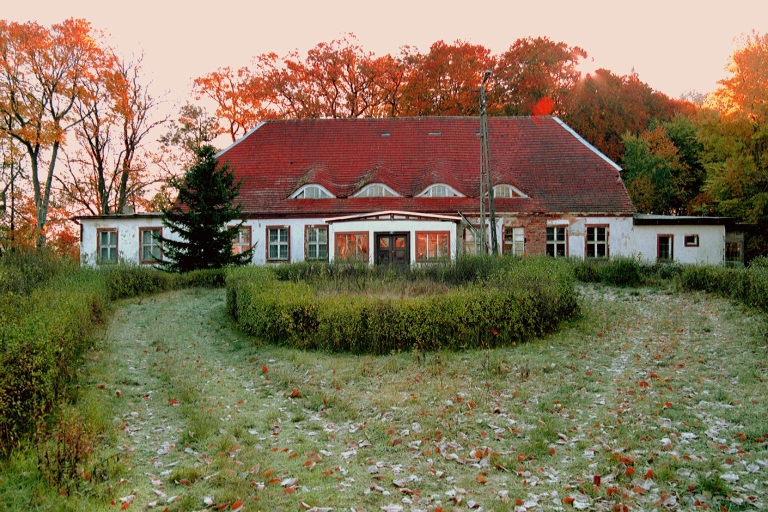
Ehem. Rittergut Skowarnki (deutsch: Schönwerder), 1625
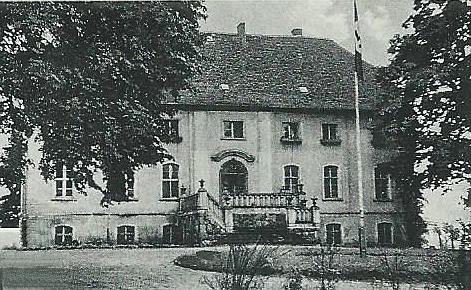
Schloss Starnin (deutsch: Sternin), 1890
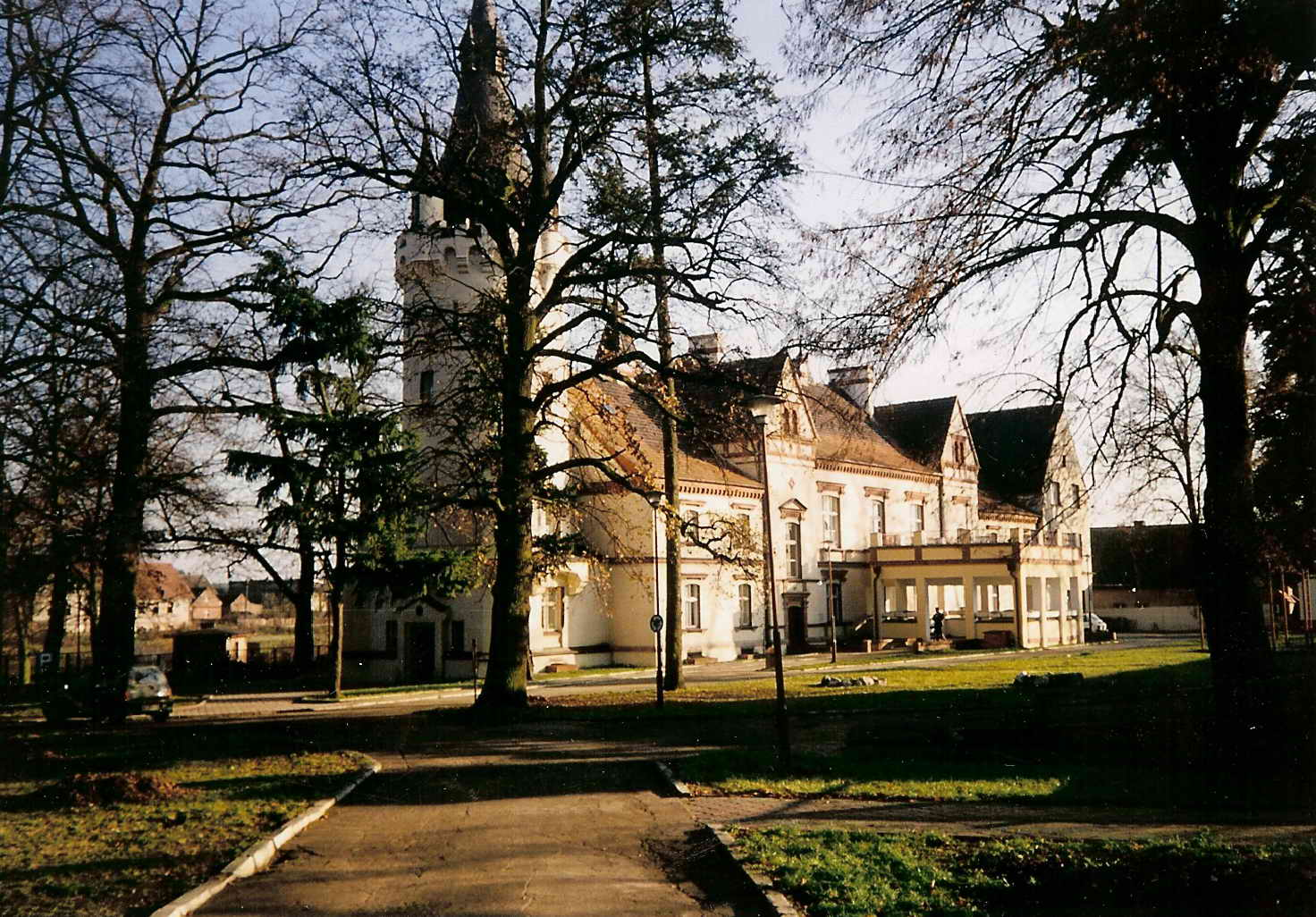
Jagdschloss Topper, Toporów (deutsch: Topper), 1886

Weitere Besitzungen:
- Kreis Belgard (Pommern): Althütten vor 1754, Arnhausen 1521, 1768, Bolkow 1570, Bramstädt 1695, Buslar 1450, 1846, Dewsberg 1680, 1843, Ganzkow 1739–1836, Glötzin 1622, Groß Hammerbach vor 1724, Gut Heide vor 1737, 1843, Klempin 1450, 1541, 1855, Langen 1604, 1770, 1803, Lutzing vor 1732, Groß Nemrin 1763, 1843, Groß-Poplow 1430, 1787, Quisbernow 1699, 1803, Rambin vor 1739, Redel 1730, 1836–1855, Groß Reichow 1738, Alt Sanskow 1784, 1843, Neu Sanskow 1680, 1784, Groß Wardin 1843, 1846, Wolzin vor 1739, Wuggermühle 1763, 1774, Ziegelwiese (Pommern) 1724, 1846, Zuchen 1765, Zwirnitz 1622
- Kreis Cammin (Pommern): Drammin 1523, 1674, Hohenbrück (Cammin) 1660
- Kreis Dramburg (Pommern): Neu Lobitz, 1640
- Kreis Kolberg-Körlin (Pommern): Baldekow 1601, Brückenkrug 1622, 1806, Buchwald 1530, Damitz 1694, 1855, Drenow 1494, 1601, Drosedow 1530, 1841, Gandelin 1494, 1748, Gervin 1622–1737, Grandhof 1622–1720, Hohenborn 1639, Jäglin 1700–1710, 1795–1806, Jeseritz 1622, 1803, Kienowo 1618–1803, 1837–1846, Kölpin 1315, 1824, Kruckenbeck 1400, 1748, Krühne 1494, 1748, Lestin 1618–1699, 1755–1761, 1783–1855, Mühlenbruch 1698, 1803, Nassow 1769, 1784, Nessin 1494, 1692, Neurese 1685, 1704, Petershagen 1628, 1730, Plauentin 1854, 1855, Reselkow 1620, 1765, Seebeck 1613–1803, Stasberg 1699, 1743 Strekentin 1803, Trienke 1494, 1739, Zabelsberg 1769, 1787
- Kreis Greifenberg (Pommern): Dummadel 1720, Grandeshagen 1690, Hoff 1598, Parpart 1540, 1674, Wendisch-Pribbernow 1720, Rottnow 1550, 1769
- Kreis Lauenburg-Bütow (Pommern): Stüdnitz 1640
- Kreis Naugard (Pommern): Bernhagen 1770
- Kreis Neu-Stettin (Pommern): Bärbaum 1698, Bärwalde 1786, Linde 1698, Lümzow 1777, 1787, Pielburg 1698, Pinnow 1775
- Kreis Pyritz (Pommern): Billerbeck (Pyritz) 1770
- Kreis Rummelsburg (Pommern): Schwessin 1721
- Kreis Saatzig (Pommern): Kannenberg 1660
- Kreis Schlawe (Pommern): Borkow vor 1531, Franzen 1408, Gieselitz 1620, Krolow 1639, 1749, Notzkow 1543, Puddiger 1453, Groß-Soltikow 1409[7]
- Kreis Stolp (Pommern): Reitz 1704, Sochow 1827, Zezenow 1333[8]
- Kreis Karthaus (Preußen): Karthaus 1785
- Kreis Osterode (Preußen): Döhlau (Osterode) 1785, Kirsteinsdorf
- Kreis Schlochau (Preußen): Elsenau 1778, 1804 Loosen
- Kreis Mohrungen (Preußen): Gablauken
- Kreis Prenzlau (Brandenburg): Beenz 1375
- Kreis Lebus (Brandenburg): Berkenbrück 1780
- Kreis Calau (Brandenburg): Buchwäldchen 1840, 1855
- Kreis Luckau (Brandenburg): Drahnsdorf 1838, 1858
- Kreis Soldin (Brandenburg): Schildberg 1730
- Kreis West-Prignitz (Brandenburg): Schilde 1792
- Kreis Lübben (Brandenburg): Straupitz N. N.
- Kreis Stargard (Mecklenburg)[9] : Conow 1464, Dolgen 1505, Neuendorf vor 1305[10], Sadelkow 1408[11], Rattey 1505
- Kreis Schubin (Posen): Gut Dembogora.

## Die adlige pommerellische Manteuffel-Familie

Rogala-Wappen

Die im Königreich Polen bzw. später in Westpreußen ansässigen und mit Amt und Würden betrauten Familienmitglieder der Familie Manteuffel führten im Unterschied zu anderen Familienmitgliedern Beinamen, die ursprünglich ihre Herkunft (Besitztümer, Stammhäuser) verdeutlichten. Diese Beinamen wurden über Generationen hinweg getragen, auch wenn die Familienmitglieder nicht mehr im Besitz ihrer namengebenden Güter waren. Die nachfolgenden Linien der Manteuffel gehörten wie es z. B. auch bei den Lehwaldt-Powalski der Fall war, mehrheitlich der polnischen Wappengenossenschaft Rogala (herb szlachecki) an. Nach der Teilung des Königreichs Polen durch Preußen im Jahre 1772 verschwanden die Doppelnamen jedoch bei nahezu sämtlichen Familienmitgliedern, so dass sie sich fortan ausschließlich Manteuffel, Kiełpiński oder Popielewski nannten.

### Kiełpiński
Die Manteuffel-Kiełpiński stammten aus Kiełpino (deutsch Kölpin) in Pommern und sind Angehörige des Stammes Kölpin der Familie Manteuffel. Der erste Vertreter der Familie, der mit dem Beinamen Kiełpiński auftrat, war Krzysztof von Manteuffel-Kielpinski. Er zeugte im Jahre 1617 in Człuchów (deutsch Schlochau) bei der Ableitung des Adelsstandes eines Angehörigen der Familie Czankowski. Selbiger wurde 1650 als Besitzer von Woltersdorf (heute Kiełpin) im Landkreis Schlochau und als Inhaber des Kirchenpatronats angeführt. Ein Enkel war Matthias von Manteuffel Kiełpiński. Ein weiterer Angehöriger der Familie war Krystjan (Krystian) Anton von Manteuffel-Kiełpiński aus dem Hause Kerstin (polnisch Karścino), direkter Vorfahre des o. a. Kursächsischen Ministers, Reichsgrafen und Starosten von Neuhof (Nowy Dwór, Powiat Wałecki) Ernst Christoph von Manteuffel-Kiełpiński. Krystjan Anton wurde im Jahre 1649 im Powiat Nakielski angeführt und war verehelicht mit Lucia Elisabeth Gułcz (von der Goltz) a. d. H. Heinrichsdorf (Siemczyno). Andrzej Kazimierz von Manteuffel-Kiełpiński, Schlochauer Schöffe, wurde 1700 als Besitzer von Wałdowo (deutsch Waldau, Landkreis Flatow) angeführt und bekleidete bis 1714 das Amt eines Landrichters im Kreis Tuchel. Krzysztof Ignacy Fryderyk von Manteuffel-Kiełpiński, ein Vetter des v. g. Reichsgrafen, kgl. poln. Sekretär und Benediktiner-Abt wurde im Jahre 1721 für das Amt des Bischofs von Polnisch Livland nominiert, das er jedoch nicht antrat (Quellen weisen ihn 1721 fälschlicherweise als Bischof von Livland aus). Ein weiterer erwähnenswerter Angehöriger dieser Linie war Maciej Joachim von Manteuffel-Kiełpiński, Herr auf Olszanowo (deutsch Elsenau) und Sypniewo (deutsch Wilckenwalde), kgl. poln. Hauptmann, Truchsess von Terebowlja (Terebowlja, polnisch Trembowla) und bis 1724 Salinenverwalter der Salzwerke in Bydgoszcz (deutsch Bromberg). Neben dem Landkreis Schlochau waren Deszendenten dieser Linie vorwiegend in der heutigen województwo kujawsko-pomorskie (deutsch Woiwodschaft Kujawien-Pommern) begütert. Angehörige dieser Linie sind teilweise auch als Kiełpiński-Manteuffel anzutreffen.

### Popielewski

Wappen (poln. herb) Manteuffel II

Die Manteuffel-Popielewski stammten aus Popielewo (deutsch (Groß-) Poplow) in der Starostei Draheim und sind Angehörige des Stammes Poplow der Familie Manteuffel. Seit dem Mittelalter machten Pommern, Polen und Brandenburg Besitzansprüche an dem umstrittenen Draheimer Grenzgebiet fest. Nachweislich sind die Manteuffel seit 1430 in Popielewo ansässig. Daneben war die Linie u. a. mit Kołacz (deutsch Collatz), Buślary (deutsch Buslar), Schloss und Stadt Połczyn-Zdrój (deutsch Polzin) sowie Biernów (deutsch Quisbernow) belehnt. Im Jahr 1512 wird ein Jan Popielewski urkundlich im Zusammenhang mit Mirosławice (deutsch Lindenhof, Gemeinde Strelno) genannt. 1554 wurde ein Hendryk von Manteuffel-Popielewski urkundlich auf Popielewo angeführt. Heinrich war Kurpfälzischer Rat und Oberhofmarschall und neben Popielewo erbsessen auf Kołacz, Jezierzyce (deutsch Jerseritz) und ½ Anteil von Gąsków (deutsch Ganzkow). Ernst und Franciszek-Henryk Manteuffel-Popielewski wurden im Jahre 1669 als Mitglieder der Szlachta angeführt und erbauten zusammen 1680 das Gotteshaus in Popielewo. Selbiger Bogusław streitet sich 1668 mit der Starostei Draheim um Grund und Boden. So erachteten die Manteuffel in Grenzstreitigkeiten trotz des 1657 geschlossenen Vertrags von Bromberg polnische Gerichte für zuständig. Franciszek-Henryk erwarb im Königreich Polen Güter Debrzno-Wieś (deutsch Dobrin), Sitno (deutsch Hütten) und Bługowo (deutsch Wehlehof, Gemeinde Linde). Im Jahre 1697 wird Gerard von Manteufel-Popielewski als Besitzer von Brusno (deutsch Brutzen) und ½ Popielewo erwähnt. 1775 verkauft Fryderyk-Jerzy-Krystjan von Manteuffel-Popielewski, königlich polnischer Kapitän, seine Anteile von Popielew an den königlich preußischen Generalleutnant Heinrich von Manteuffel.

## Weitere Literatur
- Max Bär: Der Adel und der adlige Grundbesitz in Polnisch-Preussen zur Zeit der preussischen Besitzergreifung. Nach Auszügen aus den Vasallenlisten und Grundbüchern. Mitteilungen der Preussischen Archivverwaltung, H. 19, S. Hirzel, Leipzig, 1911.
- Prace Biblioteki Uniwersyteckiej w Warszawie, Issues 5-7, Biblioteka Uniwersytecka w Warszawie, Warszawa 1959, S. 295.
- Adam Boniecki: Herbarz polski. Wydawnictwa Artystyczne i Filmowe, 1913.
- Włodzimierz Dworzaczek: Teki Dworzaczek: Materiały historyczno-genealogiczne do dziejów szlachty wielkopolskiej XV-XX wieku. 1995–2004, Biblioteka Kórnicka PAN (teilweise bkpan.poznan.pl).
- Antoni Gąsiorowski: Słownik historyczno-geograficzny Województwa poznańskiego w ŝredniowieczu: Ł-Q, Teil 3. Wydawnictwo Poznańskiego Towarzystwa Przyjaciół Nauk, 1999.
- August Wilhelm Hupel: Nordische Miscellaneen. Band 15–17, Johann Friedrich Hartknoch, Riga 1788.
- Otto Hupp: Münchener Kalender 1909. Buch u. Kunstdruckerei AG, München und Regensburg 1909.
- Aleksander Kraushar: Książę Repnin i Polska w pierwszem czteroleciu panowania Stanisława Augusta, 1764–1768. Band 1, Gebethner i Wolff, Warszawa 1900.
- Sławomir Łaniecki: Nadnoteckie pałace, dwory, folwarki Krainy Paluk. Firma Usługowo-Wydawnicza Daniel Ewa Wierzchucka, Sępólno Krajeńskie 2010. ISBN 978-83-60019-43-6.
- »Miesięcznik heraldyczny«, Polskie Towarzystwo Heraldyczne, Band 1–3. 1934. (PDF. Online)
- Christoph Motsch: Grenzgesellschaft und frühmoderner Staat. Die Staroestei Draheim zwischen Hinterpommern, der Neumark und Großpolen (1575–1805). Vandenhoeck & Ruprecht, Göttingen 2001.
- Wilhelm Volz: Der ostdeutsche Volksboden: Aufsätze zu den Fragen des Ostens. Ferdinand Hirt (Arnold Hirt), Breslau 1926.
- Emilian von Żernicki-Szeliga: Der polnische Adel und die demselben hinzugetrenen andersländischen Adelsfamilien. General-Verzeichniss. 2. Band, Henri Grand, Hamburg 1900, S. 224.